# Hypsibius septulatus
Hypsibius septulatus är en djurart som tillhör fylumet trögkrypare, och som beskrevs av Pilato, Binda, Napolitano och Moncada 2004. Hypsibius septulatus ingår i släktet Hypsibius och familjen Hypsibiidae. Inga underarter finns listade i Catalogue of Life.